# Bahnkreuzer

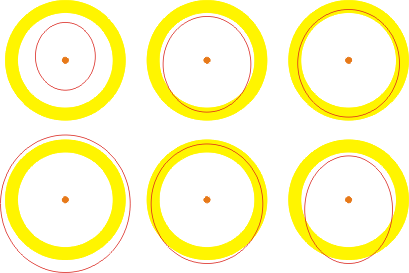
Schematische Darstellung unterschiedlicher Bahntypen von Kleinplaneten (rot). Das gelbe Band entspricht dem Spielraum einer Planetenbahn, der äußere und innere Rand bezeichnen das Aphel bzw. Perihel des Himmelskörpers von der Sonne. Mitte oben: innerer Streifer, Mitte unten: äußerer Streifer, Rechts oben: Koorbitales Objekt, Rechts unten: Bahnkreuzer von innen

Als Bahnkreuzer werden Asteroiden bezeichnet, deren Umlaufbahn die eines Planeten kreuzt, d. h. Perihel und Aphel liegen jeweils außerhalb bzw. innerhalb einer Planetenumlaufbahn, was in der meist hohen Exzentrizität dieser Objekte begründet ist. Wird das Gebiet der Planetenbahn nicht vollständig gekreuzt, sondern lediglich teilweise durchdrungen, spricht man von Bahnstreifern (englisch: grazer). Zu den Bahnkreuzern zählen auch Objekte, die sich in einer koorbitalen Umlaufbahn zu dem jeweiligen Planeten bewegen.
Die Tatsache, dass ein Asteroid die Bahn eines Planeten „kreuzt“, führt nicht zwangsläufig dazu, dass eine Kollisionsgefahr besteht, da die Orbits nicht immer in einer Ebene liegen.
Die meisten Asteroiden im Sonnensystem, die außerhalb des Hauptgürtels liegen, sind Bahnkreuzer. Die Schwerkraft des Jupiter sorgt allerdings dafür, dass sich Asteroiden, bis auf wenige Ausnahmen, nur jeweils innerhalb oder außerhalb seiner Umlaufbahn bewegen.

## Bahnkreuzertypen im Sonnensystem

### Erdbahnkreuzer

Der Aten-Asteroid 2004 FH kreuzt die Bahnen von Erde und Venus.

Asteroiden, die die Erdbahn kreuzen, gehören zu den erdnahen Asteroiden des Apollo- oder Aten-Typs. Diese kreuzen die Erdbahn von außen (Apollo) bzw. von innen (Aten).
Von Erdbahnkreuzern geht ein gewisses Risiko für einen Einschlag auf die Erde aus. Jedoch ist der Durchstoßpunkt (= Knoten) durch die Ekliptik meistens mehr oder weniger weit von der Erdbahn entfernt, so dass sich geometrisch keine Kollisionen mit der Erde ergeben können. Die große Anzahl der Asteroiden bringt es aber dann doch mit sich, dass diverse Objekte der Erde gefährlich nahe kommen können. Im August 2006 waren etwa 31 Objekte bekannt, die sich theoretisch bis auf weniger als 50.000 km dem Erdmittelpunkt nähern können. Die Bahnberechnungen der bisher bekannten Objekte erfolgen seit 2002 hochautomatisiert.
Von der NASA werden z. Z. 57 Objekte als potenziell gefährlich eingestuft, welche bei der größten Annäherung näher als der Mond sind:
| Bezeichnung         | Entfernung    | Entfernung |
| Bezeichnung         | Monddistanzen | km         |
| ------------------- | ------------- | ---------- |
| (7482) 1994 PC1     | 0,005966988   | 2294       |
| (152664) 1998 FW4   | 0,010080437   | 3875       |
| (37638) 1993 VB     | 0,017828967   | 6853       |
| 2002 EY2            | 0,030332494   | 11660      |
| (177049) 2003 EE16  | 0,049877584   | 19173      |
| (267337) 2001 VK5   | 0,054504037   | 20951      |
| (297300) 1998 SC15  | 0,056665098   | 21782      |
| 2001 EC             | 0,076372277   | 29358      |
| (433953) 1997 XR2   | 0,078531003   | 30187      |
| (137108) 1999 AN10  | 0,094539511   | 36341      |
| (216985) 2000 QK130 | 0,099837672   | 38378      |
| (99942) Apophis     | 0,105483750   | 40548      |
| (292220) 2006 SU49  | 0,114382901   | 43969      |
| (247360) 2001 XU    | 0,196846856   | 75668      |
| 2003 GG21           | 0,241523183   | 92842      |
| 2005 LW3            | 0,245039334   | 94193      |
| (143487) 2003 CR20  | 0,253009925   | 97257      |
| (162173) Ryugu      | 0,267567218   | 102853     |
| (35396) 1997 XF11   | 0,291597298   | 112090     |
| (163132) 2002 CU11  | 0,341506404   | 131275     |
| (90416) 2003 YK118  | 0,341603697   | 131312     |
| (162416) 2000 EH26  | 0,379825639   | 146005     |
| (405212) 2003 QC10  | 0,394575571   | 151675     |
| (267131) 2000 EK26  | 0,422109349   | 162259     |
| 2000 TU28           | 0,425312218   | 163490     |
| (141495) 2002 EZ11  | 0,462579137   | 177815     |
| (164207) 2004 GU9   | 0,474406013   | 182362     |
| (85640) 1998 OX4    | 0,484831878   | 186369     |
| (89959) 2002 NT7    | 0,497230834   | 191136     |
| 2002 JZ8            | 0,525465117   | 201989     |
| (85236) 1993 KH     | 0,537066275   | 206448     |
| 2000 KA             | 0,543028360   | 208740     |
| 2005 GY8            | 0,551103637   | 211844     |
| (144898) 2004 VD17  | 0,580155178   | 223012     |
| (467351) 2003 KO2   | 0,589440774   | 226581     |
| (152685) 1998 MZ    | 0,600792863   | 230945     |
| (387668) 2002 SZ    | 0,635187707   | 244166     |
| (171576) 1999 VP11  | 0,639997848   | 246015     |
| (2201) Oljato       | 0,643165692   | 247233     |
| 1997 GL3            | 0,680343102   | 261524     |
| (434734) 2006 FX    | 0,681214843   | 261859     |
| (330233) 2006 KV86  | 0,684390470   | 263080     |
| 2002 SQ41           | 0,696649325   | 267792     |
| (89958) 2002 LY45   | 0,714169759   | 274527     |
| (153814) 2001 WN5   | 0,723809500   | 278232     |
| 2002 NY40           | 0,739948380   | 284436     |
| (101869) 1999 MM    | 0,748467311   | 287711     |
| 2001 QJ96           | 0,761263220   | 292630     |
| (612901) 2004 XP14  | 0,822826023   | 316294     |
| 2003 MK4            | 0,840513799   | 323094     |
| (387746) 2003 MH4   | 0,847359300   | 325725     |
| (85713) 1998 SS49   | 0,850044573   | 326757     |
| 1999 RM45           | 0,871810851   | 335124     |
| (162162) 1999 DB7   | 0,893514862   | 343467     |
| (497117) 2004 FU4   | 0,938390054   | 360717     |
| (444193) 2005 SE71  | 0,984105854   | 378290     |
| (154276) 2002 SY50  | 0,986736643   | 379302     |

### Venuskreuzer
Dies sind Apollo- und Aten-Asteroiden mit Periheldistanzen innerhalb der Venusbahn. Abgesehen von einigen wenigen Apohele-Asteroiden, die eine Untergruppe des Aten-Typs darstellen, kreuzen alle Venuskreuzer auch die Erdbahn.

### Merkurkreuzer
Objekte dieses Typs sind im überwiegenden Fall Aten-Asteroiden, aber auch einige wenige Apollo-Asteroiden, deren Perihel innerhalb der Umlaufbahn des Merkur liegt. Bekannte Vertreter sind die Apollo-Objekte (1566) Icarus und (3200) Phaethon, deren Aphelpositionen außerhalb der Marsbahn liegen. Die meisten Aten-Merkurkreuzer sind gleichzeitig sowohl Venuskreuzer, als auch Erdbahnkreuzer und kreuzen die Umlaufbahn des Merkur von außen. Ausnahmen sind die Merkurkreuzer der Atira-Untergruppe, die sich stets vollständig innerhalb der Erdbahn aufhalten und der am 4. Januar 2020 entdeckte (594913) 'Ayló'chaxnim, dessen Orbit sich vollständig weit innerhalb der Venusbahn befindet und nur geringfügig in die Merkurbahn einkreuzt.

### Marskreuzer

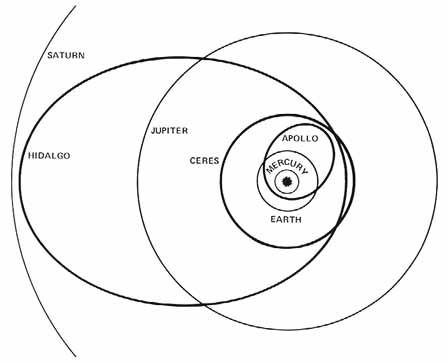
Hidalgo kreuzt die Bahnen von Jupiter und Ceres und streift die Saturnbahn

Zu den Asteroiden, die die Marsbahn kreuzen, gehören Objekte des Apollo- und Amor-Typs, von denen erstere auch Erdbahnkreuzer sind. Alle Amor-Asteroiden sind bis auf einige Exemplare des Amor I-Subtyps Marskreuzer. Besondere Vertreter sind (5261) Eureka, der ein Mars-Trojaner ist, sowie die Damocloiden 1999 XS35 und 1998 WU24.

### Jupiterkreuzer
Zu den wenigen Jupiterkreuzern neben den Trojanern, gehören Asteroiden des Amor IV-Subtyps, sowie die meisten bekannten Damocloiden. Einige Apollo Asteroiden kreuzen ebenfalls die Umlaufbahn des Jupiter. Diese und die Amor IV-Asteroiden haben ein Perihel nahe der Erdbahn und sind daher auch Marskreuzer. Die Damocloiden sind kometenähnliche Objekte, deren Apheldistanzen teilweise weit außerhalb der Uranusbahn liegen. Die Trojaner bewegen sich jeweils 60° vor und hinter Jupiter in 1:1-Resonanz um die Lagrangepunkte der Jupiterbahn und gelten als Bahnstreifer oder koorbitale Objekte, teilweise aber auch als echte Kreuzer. Ein weiterer Jupiterkreuzer ist das ungewöhnliche Objekt (944) Hidalgo, dessen Perihel im Asteroidengürtel liegt.

### Saturnkreuzer

Bahnhalbachsen von Objekten jenseits des Saturn, abgetragen gegen ihre Bahnneigung. Die meisten Objekte sind Zentauren.

Die meisten Asteroiden, die die Umlaufbahn des Saturn kreuzen, sind sogenannte Zentauren, aber auch Damocloiden. Die Zentauren sind wahrscheinlich „erloschene“ Kometen, deren ursprünglich vorhandene flüchtige Bestandteile mehr oder weniger sublimiert sind. Jedoch wird zum Beispiel der Zentaur (2060) Chiron, seitdem ein Halo entdeckt wurde, auch als Komet klassifiziert. Zentauren sind größtenteils auch Uranus- und in manchen Fällen auch Neptunkreuzer. Der Asteroid Hidalgo streift die Umlaufbahn von Saturn ohne sie zu kreuzen.

### Uranuskreuzer
Objekte, die die Bahn des Uranus kreuzen, sind meist Zentauren und einige Damocloiden wie z. B. der Namensgeber der Gruppe, (5335) Damocles.

### Neptunkreuzer
Zu den Neptunkreuzern gehören neben einigen Zentauren wie z. B. (5145) Pholus, auch Damocloiden. Mehrere Asteroiden die die Bahn des Neptun kreuzen zählen zu den transneptunischen Objekten. Darunter Plutinos wie z. B. (28978) Ixion und (38628) Huya aber auch stark exzentrische SDOs wie (87269) 2000 OO67. Auch der Zwergplanet (134340) Pluto besitzt ein Perihel innerhalb der Neptunbahn. Neptun besitzt außerdem eine Gruppe von Trojanern.

## Tabellen

### Bahnkreuzer innerhalb der Jupiterbahn
Bekannte bahnkreuzende Asteroiden innerhalb der Jupiterbahn
| Asteroid                 | Typ            | Merkurbahn | Venusbahn | Erdbahn   | Marsbahn  |
| ------------------------ | -------------- | ---------- | --------- | --------- | --------- |
| (1566) Icarus            | Apollo         | Kreuzer    | Kreuzer   | Kreuzer   | Kreuzer   |
| (3200) Phaethon          | Apollo         | Kreuzer    | Kreuzer   | Kreuzer   | Kreuzer   |
| (2101) Adonis            | Apollo         | Streifer   | Kreuzer   | Kreuzer   | Kreuzer   |
| (1865) Cerberus          | Apollo         | -          | Kreuzer   | Kreuzer   | Streifer  |
| (2063) Bacchus           | Apollo         | -          | Kreuzer   | Kreuzer   | Streifer  |
| (1862) Apollo            | Apollo         | -          | Kreuzer   | Kreuzer   | Kreuzer   |
| (2100) Ra-Shalom         | Aten           | -          | Kreuzer   | Kreuzer   | -         |
| (3554) Amun              | Aten           | -          | Kreuzer   | Kreuzer   | -         |
| (3753) Cruithne          | Aten           | -          | Kreuzer   | Kreuzer   | -         |
| (163693) Atira           | Aten (Apohele) | -          | Kreuzer   | -         | -         |
| (69230) Hermes           | Apollo         | -          | Kreuzer   | Kreuzer   | Kreuzer   |
| (4769) Castalia          | Apollo         | -          | Kreuzer   | Kreuzer   | Streifer  |
| (4183) Cuno              | Apollo         | -          | Streifer  | Kreuzer   | Kreuzer   |
| (2340) Hathor            | Aten           | Streifer   | Kreuzer   | Kreuzer   | -         |
| (3362) Khufu             | Aten           | -          | Kreuzer   | Kreuzer   | -         |
| (2062) Aten              | Aten           | -          | -         | Kreuzer   | -         |
| 2002 AA29                | Aten           | -          | -         | koorbital | -         |
| (1620) Geographos        | Apollo         | -          | -         | Kreuzer   | Streifer  |
| (1866) Sisyphus          | Apollo         | -          | -         | Kreuzer   | Kreuzer   |
| (4179) Toutatis          | Apollo         | -          | -         | Kreuzer   | Kreuzer   |
| (6489) Golevka           | Apollo         | -          | -         | Streifer  | Kreuzer   |
| (25143) Itokawa          | Apollo         | -          | -         | Kreuzer   | Kreuzer   |
| (4015) Wilson-Harrington | Apollo         | -          | -         | Streifer  | Kreuzer   |
| (433) Eros               | Amor           | -          | -         | -         | Kreuzer   |
| (719) Albert             | Amor           | -          | -         | -         | Kreuzer   |
| (887) Alinda             | Amor           | -          | -         | -         | Kreuzer   |
| (1036) Ganymed           | Amor           | -          | -         | -         | Kreuzer   |
| (1221) Amor              | Amor           | -          | -         | -         | Kreuzer   |
| (5261) Eureka            | Mars- Trojaner | -          | -         | -         | koorbital |

Der Amor-Asteroid (3552) Don Quixote kreuzt die Bahnen von Mars und Jupiter.

### Bahnkreuzer außerhalb der Jupiterbahn
Bekannte Bahnkreuzer jenseits der Jupiterbahn, ohne Trojaner.
| Asteroid           | Typ            | Jupiterbahn | Saturnbahn | Uranusbahn | Neptunbahn |
| ------------------ | -------------- | ----------- | ---------- | ---------- | ---------- |
| (944) Hidalgo      | Anomalie?      | Kreuzer     | Streifer   | -          | -          |
| (20461) Dioretsa   | Damocloid/ SDO | Kreuzer     | Kreuzer    | Kreuzer    | Kreuzer    |
| (5335) Damocles    | Damocloid      | Kreuzer     | Kreuzer    | Kreuzer    | -          |
| (2060) Chiron      | Zentaur        | -           | Kreuzer    | Streifer   | -          |
| (5145) Pholus      | Zentaur        | -           | Kreuzer    | Kreuzer    | Kreuzer    |
| (8405) Asbolus     | Zentaur        | -           | Kreuzer    | Kreuzer    | -          |
| (65407) 2002 RP120 | Damocloid/ SDO | -           | Kreuzer    | Kreuzer    | Kreuzer    |
| (7066) Nessus      | Zentaur        | -           | -          | Kreuzer    | Kreuzer    |
| (10199) Chariklo   | Zentaur        | -           | -          | Streifer   | -          |
| (10370) Hylonome   | Zentaur        | -           | -          | Streifer   | Kreuzer    |
| (31824) Elatus     | Zentaur        | -           | Kreuzer    | -          | -          |
| (32532) Thereus    | Zentaur        | -           | Kreuzer    | -          | -          |
| (52975) Cyllarus   | Zentaur        | -           | -          | Kreuzer    | Kreuzer    |
| (54598) Bienor     | Zentaur        | -           | -          | Streifer   | -          |
| (15788) 1993 SB    | Plutino        | -           | -          | -          | Kreuzer    |
| (28978) Ixion      | Plutino        | -           | -          | -          | Streifer   |
| (38628) Huya       | Plutino        | -           | -          | -          | Kreuzer    |
| (87269) 2000 OO67  | SDO            | -           | -          | -          | Kreuzer    |
| (84719) 2002 VR128 | Plutino        | -           | -          | -          | Kreuzer    |